# Lester B. Pearson United World College of the Pacific
Lester B. Pearson United World College of the Pacific (kurz: Pearson College) ist eines der 17 United World Colleges. Es wurde nach dem ehemaligen kanadischen Premierminister und Friedensnobelpreisträger Lester B. Pearson benannt.
Am Pearson College soll das Streben nach Frieden, der bewusste Umgang mit der Natur und internationale Verständigung nicht nur abstrakte Begriffe bleiben, sondern im täglichen Leben erfahren werden. Dazu wohnen, leben und lernen 200 Schüler aus 100 Ländern mit ihrem jeweiligen kulturellen, religiösem und politischen Einstellungen in einer dorfähnlichen Gemeinschaft zusammen. Die zwei Jahre am College werden mit dem International Baccalaureate, einer international anerkannten Hochschulzugangsberechtigung, abgeschlossen.

## Gründung

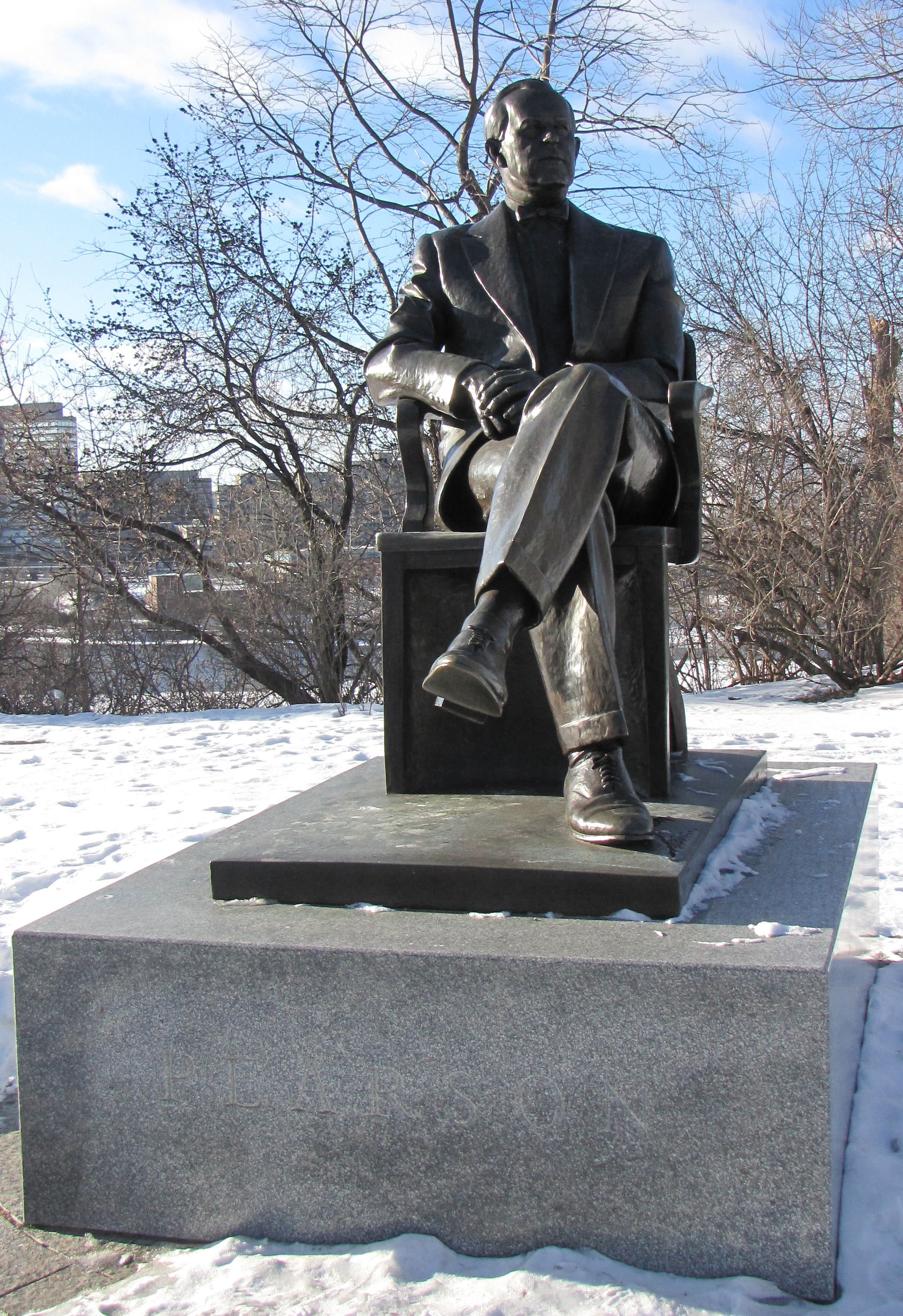
Lester B. Pearson Statue in Ottawa

Lester B. Pearson war nach seinem Besuch des Atlantic College in Wales, Großbritannien von der United World College Bewegung tief beeindruckt. Pearson war überzeugt, dass es weitere Schulen dieser Art geben sollte und bemühte sich um die Gründung des „Pacific Colleges“ an der kanadischen Westküste. Er sagte damals: „Schüler werden unabhängig von ihrer ethnischen Zugehörigkeit, Religion oder politischen Überzeugung eingeladen. Wir werden ein Stipendienprogramm auflegen, so dass Schüler, die das College besuchen, aus allen Schichten der Gesellschaft stammen und wahre Vertreter ihrer jeweiligen Bevölkerung darstellen. Dieses System … könnte dann eine revolutionäre Kraft in der Veränderung internationaler Erziehung werden.“ Kurz bevor das Projekt im Jahre 1972 richtig begann, starb Lester B. Pearson. Pearson College wurde daraufhin 1974 in seinem Namen als lebende Erinnerung gegründet.

## Akademische Ausrichtung
Gelehrt wird am Pearson College in englischer Sprache nach den Lehrplänen der International Baccalaureate Organisation in Genf. Sport, Kunst, Musik und Informatik sind integraler Bestandteil des Angebotes. Dies gilt auch für „Community Services“. Durch diese Dienste werden die Schüler dazu anregt, sich für ihre Schule, die umliegende Gemeinschaft und ihre Umwelt zu engagieren. Am Ende der 2 Jahre steht eine Abschlussprüfung, die weltweit zentral abgenommen und bewertet wird. Das International Baccalaureate Diploma gilt als Zulassung zu den meisten Universitäten weltweit.
Alle Schüler studieren mit einem vollen Stipendium. Die Auswahl wird von mehr als 180 nationalen Auswahlkommissionen weltweit durchgeführt und basiert ausschließlich auf der persönlichen Eignung und der Potentiale der Bewerber.
Nach ihrem Abschluss können sich Absolventen des Colleges um eines der Shelby Davis Stipendien bewerben, mit denen Bachelor Programme an erstklassigen US-amerikanischen Universitäten wie Princeton University, Brown University, Columbia University, Massachusetts Institute of Technology, Harvard University, Dartmouth College und  Middlebury College unterstützt werden.

## Campus

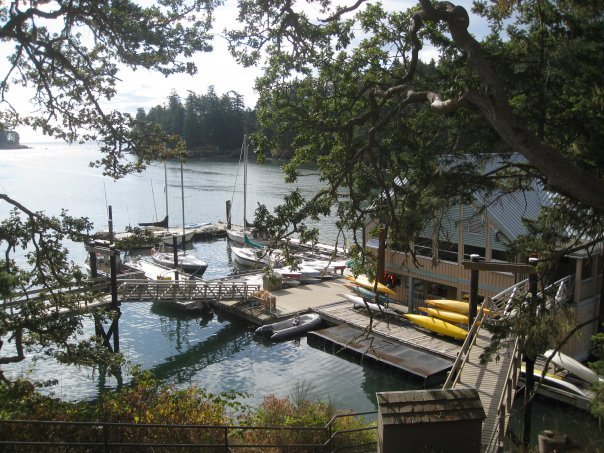
Pearson College Hafen

Das College liegt direkt an der Küste der Pedder Bay nahe Victoria (British Columbia) auf Vancouver Island. In den umliegenden Wäldern und der nahen Race Rocks Marine Protected Area können neben den intensiven Naturerlebnissen auch umweltwissenschaftliche Studien durchgeführt werden.
Neben den Wohnhäusern (Die Schüler und einige der Lehrer leben in insgesamt 5 Wohnhäusern in Zimmern mit 4 bis 5 Schülern) und den akademischen Einrichtungen umfasst das Gelände u. a. ein Observatorium mit dem größten privaten Teleskop in Kanada, eine Bibliothek mit der Privatsammlung von Lester B. Pearson, eine kleine Klinik, ein Schwimmbad, Tennis-, Basketball- und Fußballplätze sowie einen Hafen mit Segelbooten, Kayaks, Kanus und einer Tauchbasis.

## Ehemalige Schüler
- Douglas Alexander (* 1967), britischer Politiker
- Anne Enright (* 1962), Schriftstellerin, Gewinnerin des Man Booker Preises 2007.[6]
- Lene Espersen (* 1965), stellvertretende dänische Regierungschefin und Außenministerin.[7]
- Mira Murati (* 1988), Ingenieurin und ehemalige CTO und CEO von OpenAI
- Jenny Ohlsson (* 1975), schwedische Diplomatin und Staatssekretärin
- Peter Sands (* 1962), Vorstandsvorsitzender (Group CEO) der Standard Chartered Bank.[8]
- Nivi Rosing (* 2003), grönländische Politikerin